# Gentilés de Crimée
Cet article est destiné à rassembler l’ensemble des gentilés de Crimée.
- Crimée (la) : Criméen, Criméens, Criméenne, Criméennes

Peuples :
- Tatar de Crimée, Tatars de Crimée, Tatare de Crimée, Tatares de Crimée

Villes : 
- Sébastopol : Sébastopolitain, Sébastopolitains, Sébastopolitaine, Sébastopolitaines
- Eupatoria :
- Kertch :
- Simferopol :
- Théodosie :
- Yalta :